# Giardino etnobotanico Amy B.H. Greenwell
Il giardino etnobotanico Amy B.H. Greenwell (in inglese: Amy B. H. Greenwell Ethnobotanical Garden) è un orto botanico di 6 ettari di estensione, che si trova a Captain Cook, sull'isola di Hawaii, ed è amministrato dal Museo Bishop di Honolulu. È membro del Botanic Gardens Conservation International ed il suo codice di riconoscimento come istituzione botanica, così come il suo codice di identificazione del suo erbario è HWG.
L'orto botanico è stato fondato nel 1974, quando la biologa ed archeologa Amy Greenwell donò la sua proprietà al Museo Bishop (istituzione con cui collaborava dal 1947), con l'obiettivo di creare un luogo dove far rivivere lo splendore della natura delle antiche Hawaii. Ospita oltre 200 piante di specie endemiche, tra le specie presenti prima dell'arrivo di James Cook e quelle originarie della Polinesia introdotte successivamente. Ha quattro zone ecologiche: costiera, foresta tropicale asciutta, agricoltura e foresta pluviale.